# Cathédrale Saint-Venceslas d'Olomouc
Cette cathédrale Saint-Venceslas (en tchèque : Katedrála svatého Václava) est un lieu de culte catholique et un monument historique de la ville d'Olomouc, en République tchèque. Elle doit son nom au duc Venceslas Ier de Bohême, mort assassiné en 935 et considéré par l'église catholique romaine comme le saint patron de la Bohême et de la Moravie. La place qui entoure l'édifice a été réaménagée et renommée en 1935, à l'occasion du millénaire de la mort du saint.
La flèche de la cathédrale, qui dépasse de peu les cent mètres (100,65 mètres) constitue un repère majeur dans le paysage urbain de la ville. Elle est l'une des plus hautes du pays, derrière celle de la cathédrale Saint-Barthélemy de Pilsen.

## Historique
La construction de la cathédrale débute en 1107 dans le style roman alors en vigueur dans la plus grande partie de l'Europe occidentale. Les travaux avancent rapidement et la consécration du nouveau sanctuaire intervient en 1131, sous la direction de l'évêque Jindřich Zdík.
Un incendie survenu en 1204 permet aux autorités ecclésiastiques d'entamer une grande campagne de reconstruction en utilisant les techniques gothiques.
Le 4 août 1306, c'est dans un logis appartenant au doyen du chapitre de la cathédrale, mitoyen du sanctuaire (et appelé un temps Palais des Přemyslid, désormais renommé Palais Zdíkův), qu'est assassiné le dernier représentant de la dynastie des Přemyslid, Venceslas III de Bohême. C'est également sous les voûtes de la cathédrale qu'une partie de la noblesse de Bohême se rallie au roi de Hongrie Matthias Corvin en 1479.
En 1803, la foudre provoque l'incendie d'une partie de l'édifice, qui est restauré provisoirement. Une grande campagne de reconstruction est menée entre 1883 et 1892 par les architectes G. Meretta et R. Völkel, à l'initiative de l'archevêque Frédéric de Fürstenberg. De cette époque date notamment la façade occidentale et ses deux tours couronnées de flèche à crochets (principales adjonctions néo-gothiques).
La cathédrale est une église-halle construite dans la plus pure tradition gothique. Ses trois nefs d'égale hauteur sont couvertes de croisées d'ogives quadripartites, tandis que l'abside est couverte d'une voûte en étoile d'inspiration flamboyante.
Une châsse abrite les reliques de saint Jean Sarkander, canonisé par le pape Jean-Paul II en 1995.

### Source
- (en) Cet article est partiellement ou en totalité issu de l’article de Wikipédia en anglais intitulé « Saint Wenceslas Cathedral » (voir la liste des auteurs).